# Punta Colonet
Punta Colonet, antes llamada Ejido México, es una localidad del estado mexicano de Baja California. Es parte del municipio de Ensenada.

## Demografía
| Gráfica de evolución demográfica |
|                                  |

| Censo | Población |
| ----- | --------- |
| 1940  | 4         |
| 1950  | 51        |
| 1960  | 318       |
| 1970  | 390       |
| 1980  | 481       |
| 1990  | 1 151     |
| 2000  | 2 346     |
| 2010  | 3 278     |
| 2020  | 3 095     |